# Waterfalls (Paul McCartney)
Waterfalls è un brano musicale del cantautore rock britannico Paul McCartney, pubblicato come secondo singolo estratto dal suo album solista del 1980 McCartney II.

## Il brano
La composizione, una dolce ballata, possiede delle sonorità non troppo elaborate, con McCartney che canta, suona un pianoforte elettrico Fender Rhodes, e un sintetizzatore. Il brano venne pubblicato come singolo (B-side: Check My Machine) e raggiunse la posizione numero 9 in Gran Bretagna. Negli Stati Uniti, invece, il singolo non entrò nemmeno nella classifica Billboard Hot 100, raggiungendo solo la posizione numero 106 nonostante il successo riscosso dal precedente singolo Coming Up che era arrivato in cima alla classifica. Si trattò del primo singolo di McCartney a fallire questo obiettivo.
Quando venne chiesto a McCartney quale dei suoi singoli avrebbe voluto che avesse avuto più successo all'epoca della pubblicazione, McCartney disse: «Ce ne sono parecchi, forse... Waterfalls, penso fosse molto bella». Inoltre Paul fece anche notare come la celebre omonima canzone delle TLC contenesse elementi del suo brano.

## Tracce singolo
1. Waterfalls (Paul McCartney) - 3:54
2. Check My Machine (Paul McCartney) - 5:51

## Cover
Gli Sloan, gruppo power pop canadese, registrarono una versione in tempo più veloce della canzone per l'album tributo a Paul McCartney intitolato Listen To What The Man Said.